# ヘプナー (オレゴン州)
ヘプナー（Heppner）は、オレゴン州モロー郡にある都市で、同郡の郡庁所在地。2010年の国勢調査によると、人口は1,291人。ペンドルトン・ハミルトン都市圏に属している。地名はユダヤ系実業家のハーニー・ヘプナーから取られた。

## 歴史

### 先住民の定着
1万年以上前、先住民がコロンビア渓谷とブルーマウンテンの間にあるこの地を訪れ、定住を始めた。その痕跡が街から72キロメートル北へ進んだ場所で見つかっている。1855年、合衆国政府と当時この地に住んでいた先住民が協定を交わし、現在のオレゴン州北東部とワシントン州南東部にあたる640万エーカーもの土地が合衆国の手に渡った。

### 西洋人の入植
ヘプナーが創設されたのは1872年であるが、その前の1858年から入植者たちは牧場としてこの土地を利用していた。
ヘプナーは当初ジョージ・W・スタンズブリーの名前から、スタンズブリー・フラットと呼ばれていた。1872年、商人のジャクソン・リー・モローがヘンリー・ヘプナーと協定を結び、現在のヘプナーのある地に商店を開業した。その直後、ペンドルトン・ザ・ダルズ間で郵便業務、駅馬車業務が実施されるようになり、ヘプナーでも利用できるようになった。
その後、モローはオレゴン州議会議員として選出され、ユマティラ郡とワスコ郡から分郡して新しい郡を創設するために尽力、新郡の名称は彼の名をとってモロー郡と名付けられた。
モロー郡創設時、ヘプナーは臨時の郡庁所在地に指定された。その後、1886年に正式な郡庁所在地決定のための議決が行われた。この議決でレキシントンに辛くも勝利し、ヘプナーが正式な郡庁所在地となった。1887年2月9日、ヘプナーは法人市となった。
1888年、コロンビア川からウィロー川沿いにヘプナーまでの鉄道が完成した。
1902年から1903年に建設されたモロー郡庁舎はオレゴン州で最古の郡庁舎であり、1985年にアメリカ合衆国国家歴史登録財に登録された。

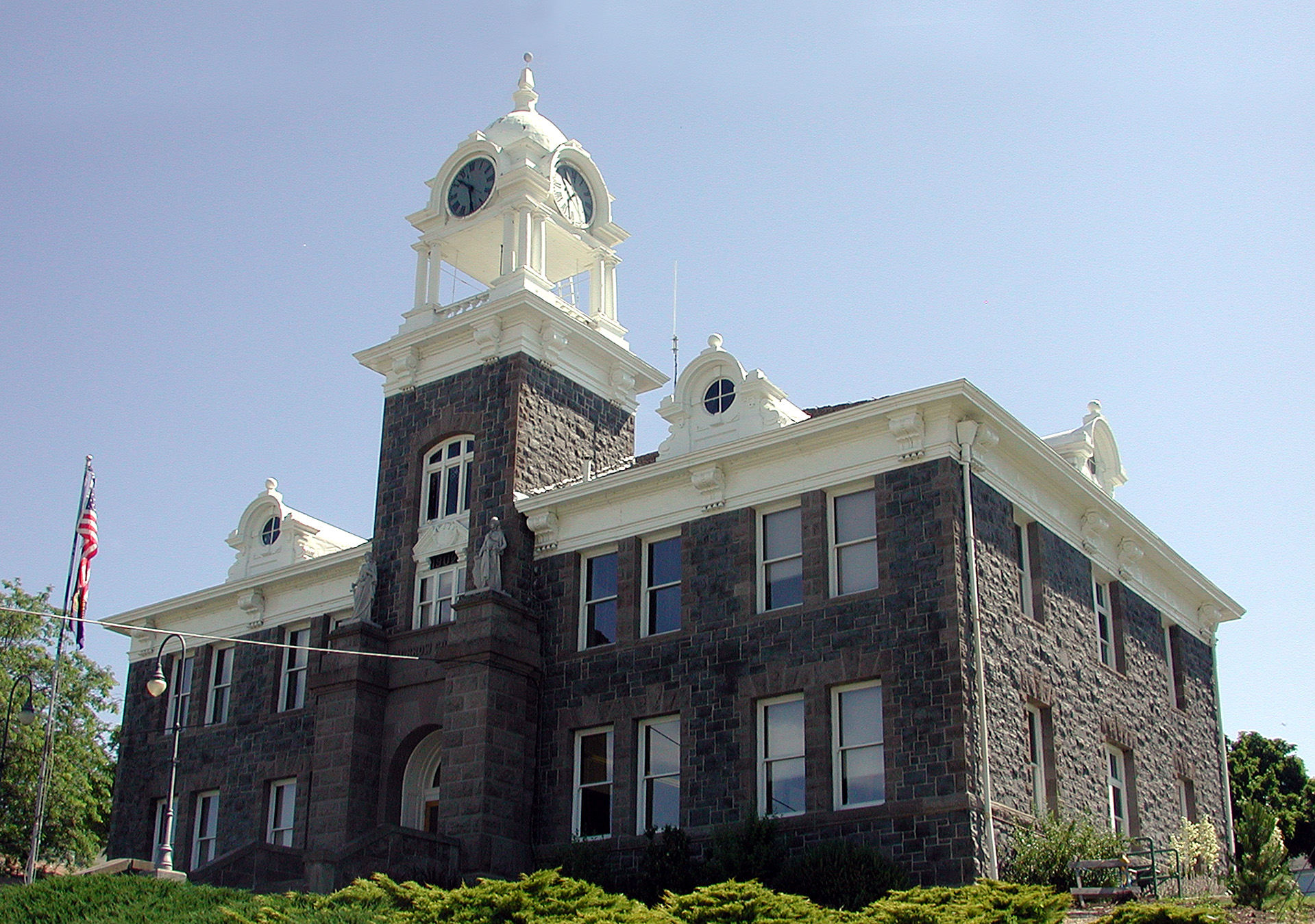
モロー郡庁舎

### 1903年6月の洪水
1903年6月14日、ヘプナーを鉄砲水が襲った。ひょうを伴う暴風雨によって天然ダムが決壊、ウィロー川沿いに鉄砲水が発生した。鉄砲水はヘプナーの市街地を押し流し、人口の4分の1にあたる238名が犠牲になった。これは、オレゴン州内で発生した自然災害の死者としては最も多い。経済被害額は推定でも100万ドルに及び、また近隣にあったレキシントンも大きな被害を受けた。その後、1983年に人工のウィロー川ダムが完成した。

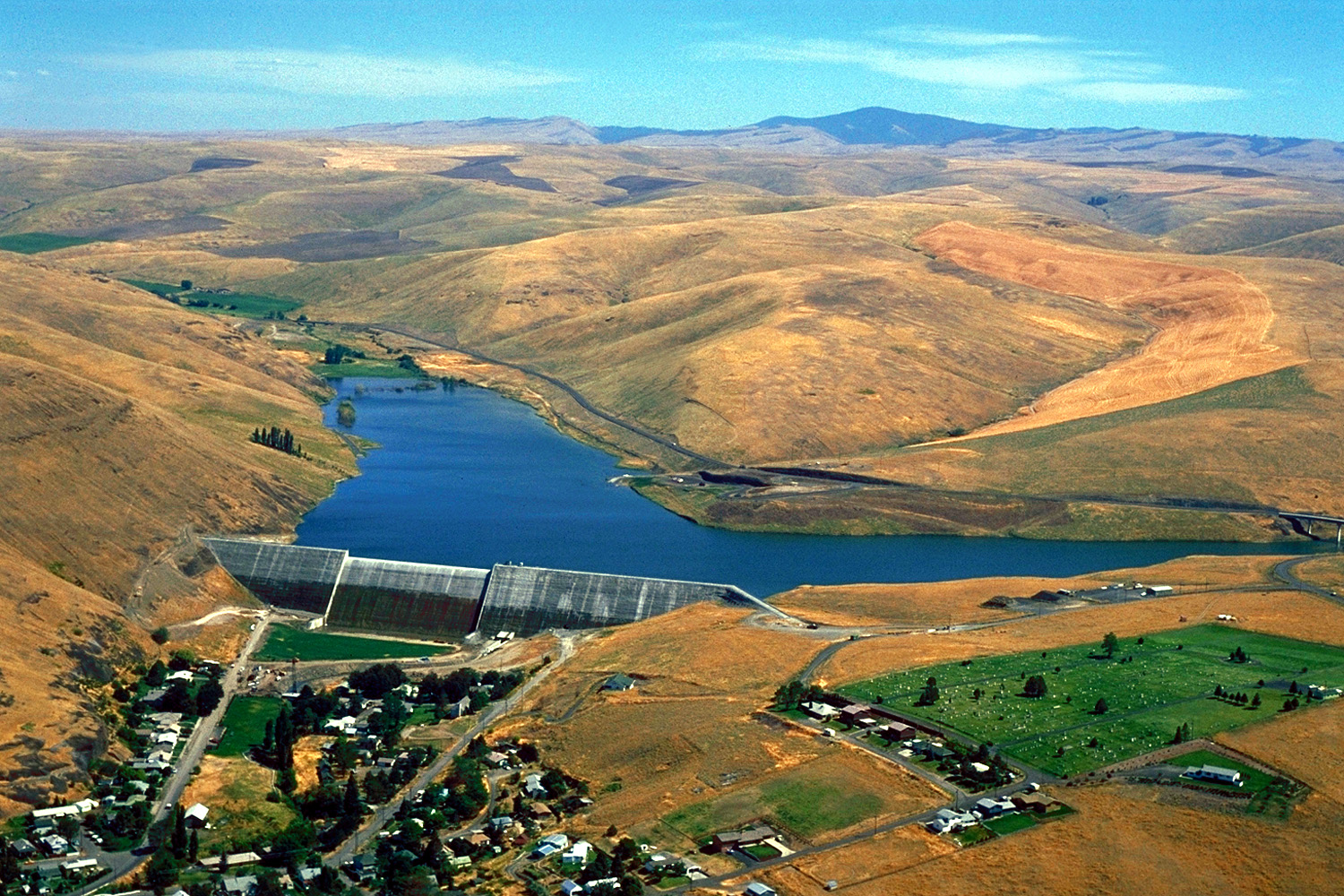
ウィロー湖とダム

### 洪水被害からの復興
20世紀初頭のヘプナーは鉄道路線と道路網の要衝として発展し、近隣の農産物の集積地であった。しかし、先述の洪水と1918年に2度発生した大火によって市役所、ホテル、図書館などの公共施設、30軒を超える民家が失われた。しかし、その後ヘプナーは復興を遂げ、ヘプナーホテルが1920年に開業するなどした。このホテルは1972年に最後のレストランが閉業するまで営業し、地域の交流の場として機能していた。

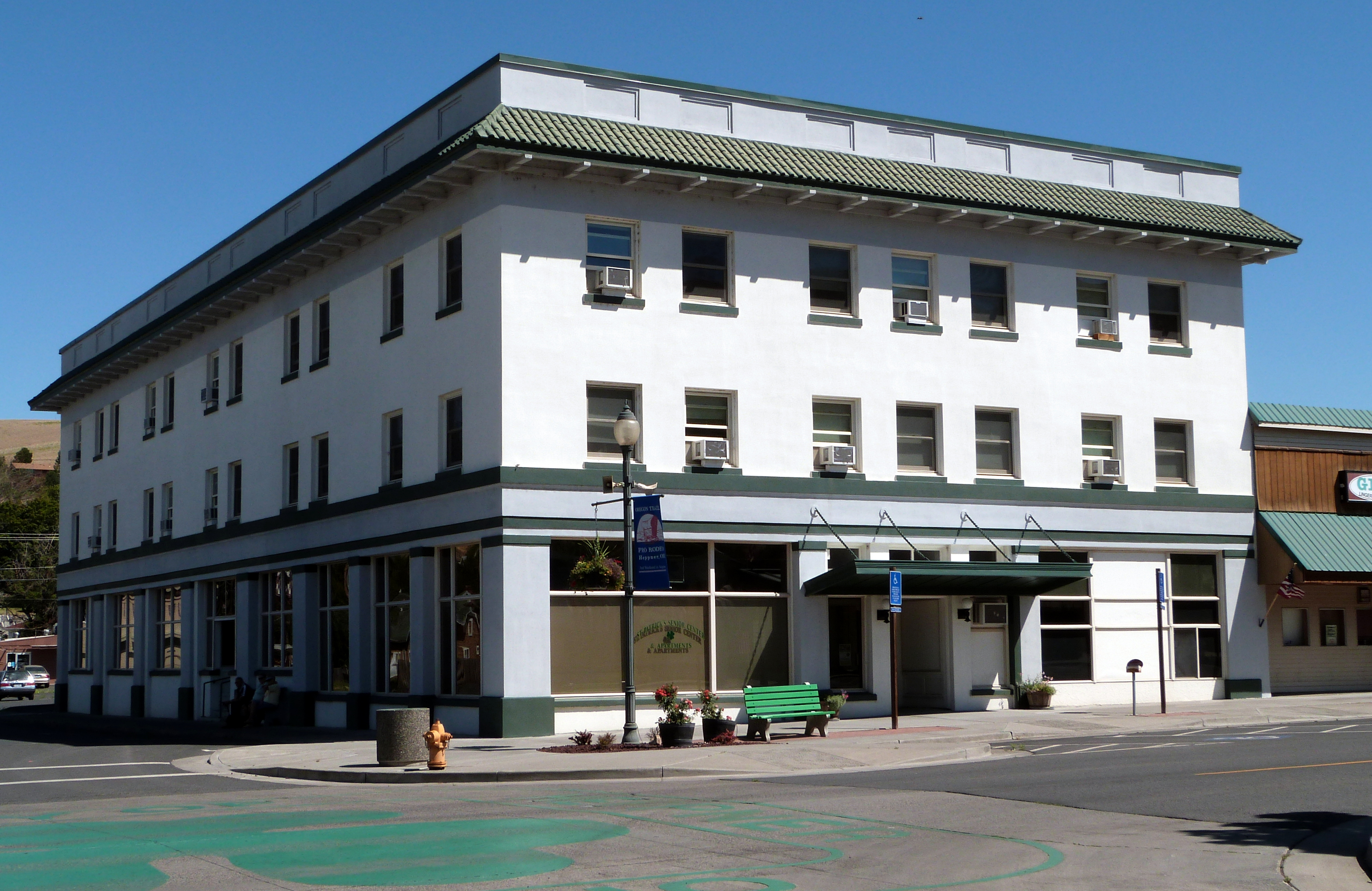
旧ヘプナーホテル

## 地理
ヘプナーの標高は668mであり、北にコロンビア川が流れ、南東にはブルーマウンテンがそびえている。町はオレゴン州道74号線沿いに立地しており、南西97kmの位置にペンドルトン、西方298kmの位置にポートランドがある。
アメリカ合衆国国勢調査局によると、町の面積は3.21平方キロメートル、水面積は0.03平方キロメートルである。

## 人口動静
以下のデータは2010年国勢調査に基づく。
| 基礎データ - 人口：1,291人 - 世帯数：559世帯 - 家族数：370家族 - 人口密度：405.3人/km² - 住居数：647軒 - 住居密度：203.1軒/km² 人種別人口構成 - 白人：92.5% - アフリカン・アメリカン：0.2% - ネイティブ・アメリカン：1.2% - アジア人：0.3% - その他：2.6% - 混血：3.3% - ヒスパニック・ラテン系：3.7% 世帯と家族 - 18歳未満の子供がいる: 26.1% - 結婚・同居している世帯: 53.3% - 未婚・離婚女性が世帯主である世帯: 8.2% - 未婚・離婚男性が世帯主である世帯: 4.7% - 非家族世帯: 33.8% - 単身世帯: 29.3% - 65歳以上の老人1人暮らし: 14.5% - 平均構成人数 - 世帯: 2.30人 - 家族: 2.78人 | 年齢別人口構成 - 18歳未満：22.5% - 18歳-24歳：6.5% - 25歳-44歳：19.6% - 45歳-64歳：29.8% - 65歳以上：21.5% - 年齢の中央値：45.9歳 - 男女比 - 男性：50.6% - 女性：49.4% 収入と家計（2000年国勢調査） - 収入の中央値 - 世帯: 33,421米ドル - 家族: 42,500米ドル - 性別 - 男性：37,381米ドル - 女性：20,714米ドル - 人口1人あたり収入: 16,729米ドル - 貧困線以下 - 対家族：11.1% - 対人口：13.9% - 18歳未満：18.9% - 65歳以上：7.0% |

## 年間行事
ヘプナーでは毎年「ア・ウィービット・オー・アイルランド」というイベントを聖パトリックの祝日に開催している。

## 教育・経済
2002年、ヘプナーにおける最大の雇用主はモロー郡庁、モロー郡保健所、モロー郡公立学区、イースタン・オレゴン銀行などである。
公教育はモロー公立学区によって提供されており、ヘプナー中等教育学校、ヘプナー小学校が立地している。

## 政治

### 市議会
ヘプナー市では、シティマネージャー制を採用している。

### 州議会
下院議会ではギリアム郡、モロー郡、シャーマン郡、ユマティラ郡、ワスコ郡が含まれる第57選挙区に属しており、2017年9月時点では共和党のグレッグ・スミスが選出されている。
上院議会ではギリアム郡、モロー郡、シャーマン郡、ユマティラ郡、ユニオン郡、ワローワ郡とワスコ郡の一部が含まれる第29選挙区に属しており、共和党のビル・ハンセルが選出されている。

### 連邦議会
ヘプナーはオレゴン州第2選挙区に属している。2017年9月の時点で下院議員は共和党のグレッグ・ウォルデン、上院議員には民主党のジェフ・マークリー、ロン・ワイデンが選出されている。